# Língua baníua de Guainía
Baniwa de Guainía é uma língua Aruaque do Brasil e da Venezuela, presumivelmente assim nomeada por causa do rio Guainia. Existem talvez 10 falantes no Brasil e cerca de 200 na Venezuela. É um dos vários idiomas que tem o nome genérico  língua baníua. Um dialeto,  Warekena do rio Xié, não deve ser confundido com a língua warekena. Glottolog aparentemente o confunde com Baníua de Maroa.

## Escrita
O alfabeto latino adaptado para Baníua de Guainía é bastante simples. Não se usam as letras vogal O, consoantes C, F, H, Q, V, X nem Z e S sozinhos. Usam-se as formas Sr, Zr, 